# Траут-Веллі (Іллінойс)
Траут-Веллі (англ. Trout Valley) — селище (англ. village) в США, в окрузі Макгенрі штату Іллінойс. Населення — 515 осіб (2020).

## Географія
Траут-Веллі розташований за координатами 42°11′46″ пн. ш. 88°15′4″ зх. д. / 42.19611° пн. ш. 88.25111° зх. д. (42.196029, -88.251203).  За даними Бюро перепису населення США в 2010 році селище мало площу 1,12 км², з яких 1,12 км² — суходіл та 0,00 км² — водойми.

## Демографія
Згідно з переписом 2010 року, у селищі мешкало 537 осіб у 186 домогосподарствах у складі 159 родин. Густота населення становила 479 осіб/км².  Було 193 помешкання (172/км²).
Расовий склад населення:
| - 98,0 % — білих - 0,9 % — азіатів - 0,7 % — чорних або афроамериканців - 0,2 % — вихідців з тихоокеанських островів - 0,2 % — корінних американців |

До двох чи більше рас належало 0,0 %. Частка іспаномовних становила 2,8 % від усіх жителів.
За віковим діапазоном населення розподілялося таким чином: 26,8 % — особи молодші 18 років, 58,3 % — особи у віці 18—64 років, 14,9 % — особи у віці 65 років та старші. Медіана віку мешканця становила 47,0 року. На 100 осіб жіночої статі у селищі припадало 101,9 чоловіків;  на 100 жінок у віці від 18 років та старших — 99,5 чоловіків також старших 18 років.
Середній дохід на одне домашнє господарство  становив 174 194 долари США (медіана — 148 750), а середній дохід на одну сім'ю — 172 748 доларів (медіана — 151 875). За межею бідності перебувало 0,7 % осіб, у тому числі 0,9 % дітей у віці до 18 років та 1,0 % осіб у віці 65 років та старших.
Цивільне працевлаштоване населення становило 290 осіб. Основні галузі зайнятості: науковці, спеціалісти, менеджери — 21,4 %, освіта, охорона здоров'я та соціальна допомога — 19,0 %, виробництво — 16,2 %.